# 方祥乡
方祥乡，是中华人民共和国贵州省黔东南苗族侗族自治州雷山县下辖的一个乡镇级行政单位。

## 行政区划
方祥乡下辖以下地区：
平祥村、提香村、水寨村、陡寨村、雀鸟村、格头村和毛坪村。

## 中国传统村落
2013年8月，陡寨村、毛坪村、格头村、提香村、雀鸟村被评为第二批中国传统村落。